# Tillandsia camargoensis
Tillandsia camargoensis là một loài thuộc chi Tillandsia. Đây là loài đặc hữu của Bolivia.